# Guilty Pleasure (Lied)
Guilty Pleasure (deutsch: etwa sündiges oder schuldbewusstes Vergnügen) ist ein englischsprachiger Popsong der von Mia Dimšić, Damir Bačić und Vjekoslav Dimter geschrieben wurde. Mit dem Titel vertrat Dimšić Kroatien beim Eurovision Song Contest 2022 in Turin.

## Hintergrund
Ende Dezember 2021 wurde bekanntgegeben, dass Dimšić mit dem Lied Guilty Pleasure an der Dora 2022 teilnehmen werde. Die Show fand am 19. Februar 2022 statt. Mit der Höchstpunktzahl der Jurys (91 Punkte) und der Zuschauer (166 Punkte) gewann Dimšić die Vorentscheidung zum folgenden Eurovision Song Contest.
Musik und Text wurden von Dimšić mit Damir Bačić und Vjekoslav Dimter geschrieben. Ante Gelo arrangierte und produzierte den Titel. Für die Abmischung und das Mastering war Goran Martinac verantwortlich.

## Inhaltliches
Dimšić habe mit dem Schreiben des Titels bereits Anfang 2021 begonnen und er sei einer ihrer ersten Titel auf Englisch gewesen. Guilty Pleasure handele davon, in einer Beziehung zu sein, aber dennoch Träume und Gedanken von einer anderen Person zu haben und sich deswegen schuldig zu fühlen. Dass es einer Person schwer falle, ihr Leben ganz auf eine Person auszurichten, mache sie nicht zu einem Schurken, sondern sei eine menschliche Komponente.
Der Titel beginnt mit einer Gitarrenbegleitung, gefolgt von staccato gespielten Streichern in der ersten Strophe und Schlagzeug ab dem ersten Refrain. Die letzte Wiederholung des Refrains ist geprägt durch Gitarren- und Klavierbegleitung mit pizzicato gespielten Streichern.

## Veröffentlichung
Guilty Pleasure wurde am 20. Februar 2022 als Musikstream veröffentlicht.

## Rezeption
Kurz nach dem Sieg beim Dora-Festival wurde im Internet diskutiert, inwieweit der Titel dem Lied Willow von Taylor Swift ähnele. Damir Bačić in seiner Eigenschaft als Autor erklärte, dass „keine einzige Note“ seines Liedes etwas mit dem Song Willow zu tun habe.

## Beim Eurovision Song Contest
Kroatien wurde ein Platz in der zweiten Hälfte des ersten Halbfinales des Eurovision Song Contests 2022 zugelost, das am 10. Mai 2022 stattfand. Am 29. März wurde bekanntgegeben, dass das Land die Startnummer 11 erhalten hat. Dimšić konnte sich jedoch nicht für das Finale qualifizieren und schied somit aus dem Wettbewerb aus.